# Красовський Віталій Геннадійович
Віталій Геннадійович Красовський — старший солдат ОЗСП «Азов» Національної гвардії України, учасник російсько-української війни, що загинув у ході російського вторгнення в Україну в 2022 році.

## Життєпис
Віталій Красовський народився 1992 року. З початком війни на сході України відразу 2014 року пішов воювати на фронт.
Віталій Красовський служив у лавах полку «Азов» з 2015 року. А з початком широкомасштабного військового вторгнення РФ в Україну з побратимами — боронив Маріуполь. 20 березня 2022 року Віталія Красовського було тяжко поранено в бою, а 21 березня — він помер. «Загинув він як герой зі зброєю в руках. Йому було 28 років. Ми дуже горді за нього. Нашу втрату нічим ніколи не зможемо заповнити», — каже дружина «Кроса» Вікторія.
У Київському крематорії 30 червня попрощалися з загиблими бійцями полку «Азов» Віталієм Красовським та Даніїлом Рибальченком. Вони захищали Маріуполь, перебували на «Азовсталі». Віддати шану загиблим бійцям прийшли понад сто людей: родичі, друзі та побратими.

## Нагороди
- орден «За мужність» III ступеня (2022, посмертно) — за особисту мужність і самовіддані дії, виявлені у захисті державного суверенітету та територіальної цілісності України, вірність військовій присязі, зразкове виконання службового обов'язку[4].